# ヘルライド
『ヘルライド 』（原題：Hell Ride）は、2008年のアメリカ映画。

## ストーリー
バイカー・チームの「ヴィクターズ」は、対抗するチーム「シックス・シックス・シックス」によって仲間の一人を殺された。ピストレロ、ジェント、コマンチの3人は、「シックス」への復讐を開始する。

## キャスト
※括弧内は日本語吹替
- ピストレロ - ラリー・ビショップ（石塚運昇）
- ジェント - マイケル・マドセン（沢木郁也）
- コマンチ - エリック・バルフォー（星野貴紀）
- ビリー・ウィングス - ヴィニー・ジョーンズ（乃村健次）
- エディ・ゼロ - デニス・ホッパー（池田勝）
- ナダ - レオノア・ヴァレラ（沢海陽子）
- デュース - デビッド・キャラダイン（長克巳）
- ダニー - ローラ・カユーテ（勝生真沙子）
- チェロキー・キズム - ジュリア・ジョーンズ（湯屋敦子）
- セント・ルーイ - ピート・ランドール（河本邦弘）
- ボブ・ザ・バム - スティーヴ・マッカモン（遠藤純一）
- グッディ・トゥ・シューズ - マイケル・ビーチ（土田大）
- ドク - デヴィッド・グリエコ（田中完）
- オピウム - カニン・ハウエル（樫井笙人）
- マリア - カサンドラ・ヘップバーン（寺田はるひ）
- ジージー - アリソン・サリヴァン（赤池裕美子）

## スタッフ
- 監督・脚本：ラリー・ビショップ
- 製作：ラリー・ビショップ、マイケル・スタインバーグ、シャナ・スタイン
- 製作総指揮：ボブ・ワインスタイン、ハーヴェイ・ワインスタイン、クエンティン・タランティーノ
- 脚本：ラリー・ビショップ
- 撮影：スコット・キーヴァン
- プロダクションデザイン：ティム・グライムス
- 衣装デザイン：アリエラ・ウォルド＝コーヘイン
- 編集：ウィリアム・イェー、ブレイク・ウェスト
- 音楽：ダニエル・ルッピ
- 音楽監修：メアリー・ラモス
- 音楽演奏：アレッサンドロ・アレッサンドローニ
- スタント・コーディネーター：ジミー・N・ロバーツ、ジェフ・ダシュノウ
- 共同総指揮：マシュー・スタイン、アリックス・テイラー
- 共同製作：トッド・キング
- バイク・コンサルタント：ジャスティン・ケル
- 日本語字幕：林完治